# 吸引
| ウィキペディアには「吸引」という見出しの百科事典記事はありません（タイトルに「吸引」を含むページの一覧/「吸引」で始まるページの一覧）。 代わりにウィクショナリーのページ「吸引」が役に立つかもしれません。 |